# Hengihengi Ikuvalu
Hengihengi Ikuvalu, né le 2 décembre 2002 à Pago Pago aux Samoa américaines, est un footballeur international samoan américain. Il évolue au poste de gardien de but.

## Biographie

### Carrière en club
Ikuvalu joue avec la Samoana High School.
À peine âgé de 16 ans, Ikuvalu est le gardien de but numéro un de Pago Youth au moment d'entamer le tour préliminaire de la Ligue des champions de l'OFC 2019. Il est ensuite titulaire lors de la défaite inaugurale de l'équipe, 1-5, contre l'équipe tongienne de Lotoha'apai United. Pago Youth ne réussit pas à passer le tour préliminaire après avoir terminé dernier du groupe.

### Carrière internationale
Il fait partie de l'équipe des Samoa américaines des moins de 17 ans pour le tour préliminaire du Championnat d'Océanie des moins de 16 ans 2018. Le gardien de but joue les matchs contre les Samoa et les Îles Cook alors que l'équipe termine deuxième du groupe et manque de peu la qualification pour la phase de groupes.
En juillet 2019, il reçoit sa première convocation avec l'équipe des Samoa américaines pour les Jeux du Pacifique 2019. Il fait ses débuts le 12 juillet 2019 lors du quatrième match des Samoa américaines dans le tournoi, lors d'une large défaite 13-0 contre les Îles Salomon. Ikuvalu commence le match sur le banc mais entre en jeu à la 76e en tant que remplaçant après la blessure de Nicky Salapu. Il réalise un "arrêt stupéfiant" après son entrée en jeu.